# Torneo de New Haven 2014
El Connecticut Open 2014 fue un torneo de tenis jugado en canchas duras al aire libre. Fue la 46.ª edición del Abierto de New Haven en Yale, y fue parte de la Serie Premier de la WTA Tour 2014. Se llevó a cabo en el Centro de Tenis Cullman-Heyman en New Haven, Connecticut, Estados Unidos, del 18 de agosto al 24 de agosto. Fue el último evento en el 2014.

## Cabezas de serie

### Individual femenino
| Tenista              | Ranking | Preclasificada |
| Simona Halep         | 2       | 1              |
| Petra Kvitová        | 4       | 2              |
| Eugenie Bouchard     | 8       | 3              |
| Caroline Wozniacki   | 12      | 4              |
| Dominika Cibulková   | 13      | 5              |
| Flavia Pennetta      | 14      | 6              |
| Sara Errani          | 15      | 7              |
| Carla Suárez Navarro | 16      | 8              |

### Dobles femenino
| Tenista                                    | Ranking | Preclasificada |
| Cara Black Sania Mirza                     | 11      | 1              |
| Květa Peschke Katarina Srebotnik           | 17      | 2              |
| Tímea Babos Kristina Mladenovic            | 28      | 3              |
| Chan Hao-ching Zheng Jie                   | 40      | 4              |
| Anabel Medina Garrigues Yaroslava Shvedova | 51      | 5              |

## Campeonas

### Individual femenino
Petra Kvitová venció a  Magdaléna Rybáriková por 6-4, 6-2

### Dobles femenino
Andreja Klepač /  Silvia Soler Espinosa vencieron a  Marina Erakovic /  Arantxa Parra Santonja por 7-5, 4-6, [10-7]